# Erste Regierung Derby

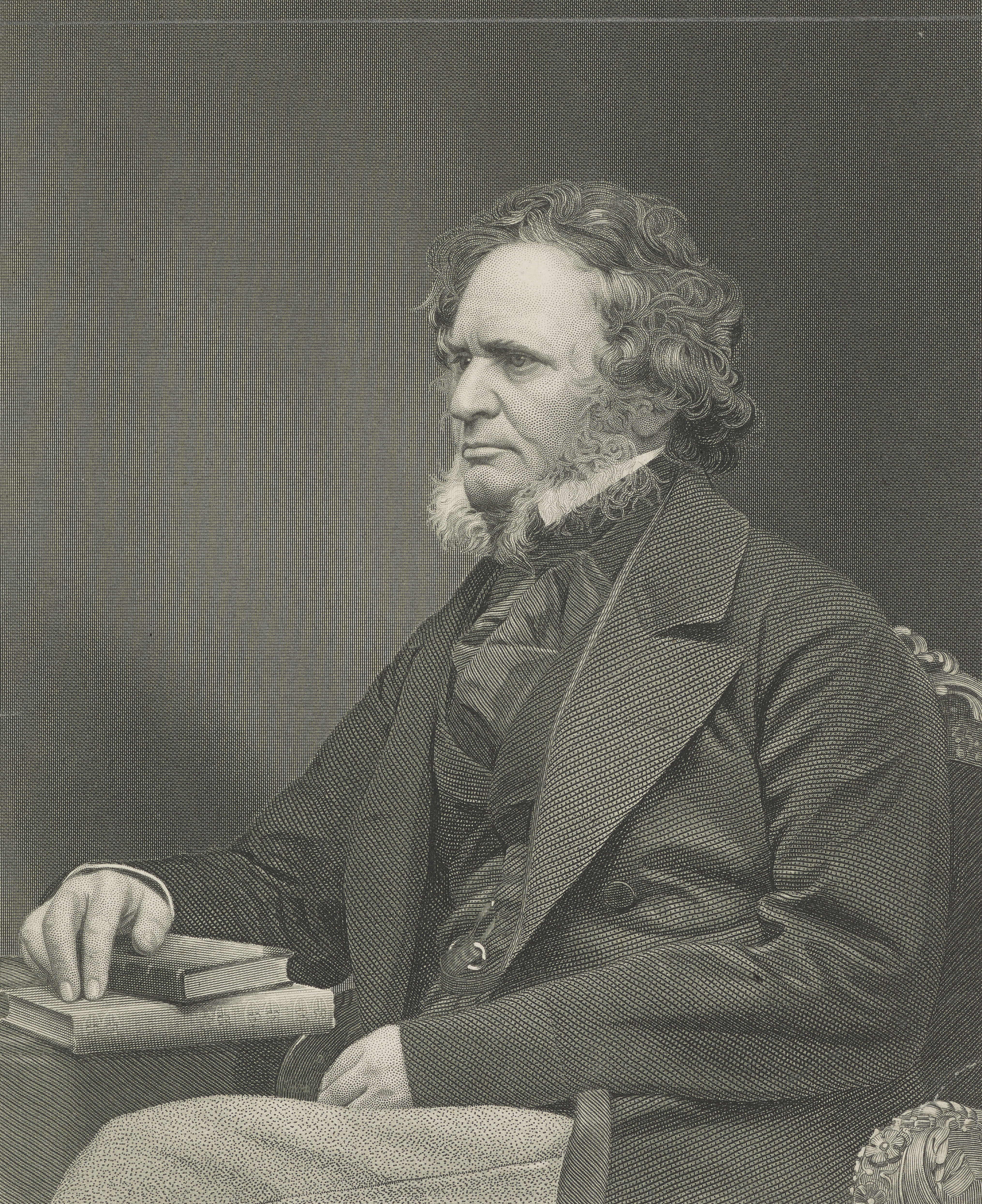
Edward Smith-Stanley, 14. Earl of Derby war 1852, zwischen 1858 und 1859 sowie zuletzt von 1866 bis 1868 Premierminister.

Die Erste Regierung Derby war die Regierung im Vereinigten Königreich Großbritannien und Irland in der Zeit vom 23. Februar bis zum 19. Dezember 1852.
Die Regierung wurde von Edward Smith-Stanley, 14. Earl of Derby gebildet, der später zwischen 1858 und 1859 sowie von 1866 und 1868 abermals Premierminister war, und löste die erste Regierung Russell ab. Die Regierung bestand ausschließlich aus Mitgliedern der Conservative Party und wurde von der Regierung Aberdeen abgelöst.
Die Regierung wurde scherzhaft Who? Who? Ministry genannt. Anfang 1852 gab Arthur Wellesley, 1. Duke of Wellington, damals schon sehr taub, der ersten Regierung von Derby ihren Spitznamen, indem er „Who? Who?“ (‚Wer? Wer?‘) rief als die Liste der unerfahrenen Kabinettsminister im Oberhaus (House of Lords) verlesen wurde und er keinen der Namen kannte.

## Regierungsjahr 1852
Bei der Unterhauswahl vom 29. Juli bis 26. August 1847 gewann die Conservative Party unter Edward Smith-Stanley, 14. Earl of Derby 42,2 Prozent und 325 der 654 Sitze im Unterhaus (House of Commons). Die liberalen Whigs unter Führung von Lord John Russell kam zwar auf 53,8 Prozent, erhielt allerdings aufgrund des Verhältniswahlrechts lediglich 292 Mandate im Unterhaus. Die von Daniel O’Connell geleitete Repeal Association kam auf 3,1 Prozent und 36 Mandate, während die Chartisten ferner mit Feargus O’Connor ins House of Commons einzogen.
Während der Amtszeit der ersten Regierung Derby kam es zur Unterhauswahl vom 7. bis 31. Juli 1852. Dabei gewann die Conservative Party 41,9 Prozent und 330 Sitze der 654 Mandate im Unterhaus, während die Whigs unter Führung von Lord John Russell trotz 57,9 Prozent der Stimmen aufgrund des Wahlsystems nur 324 Abgeordnete erhielten.
Die Regierung trat zurück, nachdem der von Schatzkanzler Benjamin Disraeli vorgelegte Haushaltsentwurf vom Unterhaus abgelehnt wurde.

## Mitglieder des Kabinetts
| Amt                                                                           | Amtsinhaber                                    | Beginn der Amtszeit | Ende der Amtszeit |
| ----------------------------------------------------------------------------- | ---------------------------------------------- | ------------------- | ----------------- |
| Prime Minister (Premierminister)                                              | Edward Smith-Stanley, 14. Earl of Derby        | 23. Februar 1852    | 19. Dezember 1852 |
| First Lord of the Treasury (Erster Lord des Schatzamtes)                      | Edward Smith-Stanley, 14. Earl of Derby        | 23. Februar 1852    | 19. Dezember 1852 |
| Lord Chancellor (Lordkanzler)                                                 | Edward Sugden, 1. Baron St. Leonards           | 27. Februar 1852    | 19. Dezember 1852 |
| Lord President of the Council (Präsident des Geheimen Kronrates)              | William Lowther, 2. Earl of Lonsdale           | 27. Februar 1852    | 19. Dezember 1852 |
| Lord Privy Seal (Lordsiegelbewahrer)                                          | James Gascoyne-Cecil, 2. Marquess of Salisbury | 27. Februar 1852    | 19. Dezember 1852 |
| Secretary of State for Home Affairs (Innenminister)                           | Spencer Horatio Walpole                        | 27. Februar 1852    | 19. Dezember 1852 |
| Secretary of State for Foreign Affairs (Außenminister)                        | James Howard Harris, 3. Earl of Malmesbury     | 27. Februar 1852    | 19. Dezember 1852 |
| Secretary of State for War and the Colonies (Minister für Krieg und Kolonien) | Sir John Pakington, 1. Baronet                 | 27. Februar 1852    | 19. Dezember 1852 |
| First Lord of the Admiralty (Erster Lord der Admiralität)                     | Algernon Percy, 4. Duke of Northumberland      | 28. Februar 1852    | 19. Dezember 1852 |
| Chancellor of the Exchequer (Schatzkanzler)                                   | Benjamin Disraeli                              | 27. Februar 1852    | 17. Dezember 1852 |
| President of the Board of Control (Präsident des Kontrollausschusses)         | John Charles Herries                           | 28. Februar 1852    | 17. Dezember 1852 |
| President of the Board of Trade (Handelsminister)                             | Joseph Warner Henley                           | 27. Februar 1852    | 17. Dezember 1852 |
| First Commissioner of Works (Minister für öffentliche Arbeiten)               | Lord John Manners                              | 4. März 1852        | 17. Dezember 1852 |
| Postmaster General (Postminister)                                             | Charles Yorke, 4. Earl of Hardwicke            | 1. März 1852        | 17. Dezember 1852 |

## Hintergrundliteratur
- Das Viktorianische England, in: Weltgeschichte in Bildern. Der Reichsgedanke. Die großen Nationen von 1850 bis 1914, Gondrom Verlag, Bayreuth 1982, ISBN 3-8112-0248-0
- Heinrich Pleticha (Herausgeber): Weltgeschichte. Fürstenhöfe und Fabriken. Die Welt im Zeitalter des Imperialismus, Bertelsmann Lexikon Verlag, Gütersloh 1996, ISBN 3-577-15010-6
- Ulrike Müller-Kaspar (Herausgeberin): Die Jahrtausendbibliothek. Das Neunzehnte Jahrhundert, Tosa Verlag, Wien 1999
- Das Viktorianische Zeitalter in Großbritannien, in: 2000 Jahre Weltgeschichte. Von Christi Geburt bis zum Jahr 2000, 1999, S. 494 ff.
- Chambers Dictionary of World History, Chambers Harrap 2002, ISBN 0-550-13000-4
- Timothy Venning: Compendium of British Office Holders, Palgrave Macmillan UK, 2005, ISBN 978-0-230-50587-2 (Onlineversion)
- Hywell Williams (Herausgeber): The Nineteenth Century World: 1800–1899, in: Cassell’s Chronology of World History. Dates, Events and Ideas that Made History, Weidenfeld & Nicolson, London 2005, ISBN 0-304-35730-8
- Der Große Ploetz. Die Enzyklopädie der Weltgeschichte, Verlag Vandenhoeck & Ruprecht, 35. Auflage, 2008, ISBN 978-3-525-32008-2